# Pavolo Roncucci
Pavolo Roncucci detto Pavolino (fl. XVII secolo) è stato un fantino italiano del XVII secolo.
Le fonti storiche non sono unanimi nell'attribuire le vittorie al Palio di Siena. È comunque accertato che abbia vinto almeno due volte: il 2 luglio 1694 nel Bruco e 2 luglio 1697 nella Pantera. Oltre a queste, gli vengono attribuite, pur essendo non comprovate, le seguenti vittorie:
| Palio            | Contrada     | Cavallo |
| ---------------- | ------------ | ------- |
| 2 luglio 1653    | Bruco        | ?       |
| 2 luglio 1660    | Torre        | ?       |
| 2 luglio 1661    | Chiocciola   | ?       |
| 2 luglio 1662    | Leocorno     | ?       |
| 2 luglio 1663    | Valdimontone | ?       |
| 2 luglio 1672    | Bruco        | ?       |
| 2 luglio 1674    | Oca          | ?       |
| 4 luglio 1677    | Nicchio      | ?       |
| 2 luglio 1678    | Tartuca      | ?       |
| 2 luglio 1680    | Istrice      | ?       |
| 28 giugno 1682   | Drago        | ?       |
| 9 settembre 1685 | Selva        | ?       |

Non tutti gli storici sono però concordi nel considerare le vittorie di Pavolino. Di seguito, le discordanze di pareri.
- Secondo il Bandiera avrebbe vinto anche il Palio di aprile 1655 nella Giraffa e quello di luglio 1657 nella Torre.
- Secondo l'Anonimo avrebbe vinto anche il Palio di luglio del 1656 nella Torre.
- Secondo l'Anonimo e il Bandiera avrebbe vinto anche il Palio di luglio del 1659 nell'Istrice, quello di giugno 1680 e quello di settembre 1683 nel Nicchio.
- Secondo l'Albo delle vittorie del Palio di Siena, l'Anonimo, il Bandiera, il Comucci e lo Zazzeroni avrebbe vinto il Palio di luglio 1660 nella Torre, mentre per il solo Bandini lo avrebbe vinto nell'Onda.
- Secondo il Gagliardi avrebbe vinto nel Valdimontone il Palio di luglio 1660 e avrebbe vinto anche il Palio di luglio 1683 nella Tartuca.
- Secondo il Macchi avrebbe vinto anche il Palio di luglio 1662 nel Valdimontone.
- Secondo l'Anonimo, il Bandiera, il Bandini, il Gagliardi e il Macchi avrebbe vinto anche il Palio di luglio 1666 nel Leocorno. Secondo il Sergardi invece lo avrebbe vinto nel Valdimontone.
- Secondo il Bandini avrebbe vinto i Palii di luglio 1672 nell'Istrice e del 1677 nel Bruco.
- Secondo l'Anonimo, il Bandiera e lo Zazzeroni avrebbe vinto anche il Palio di luglio 1679 nel Valdimontone.
- Secondo l'Anonimo, il Bandiera e il Gagliardi avrebbe vinto anche il Palio di luglio 1681 nel Brucoo.